# Учебная деятельность
Учебная деятельность — это вид практической педагогической деятельности, целью которой является человек, владеющий необходимой частью культуры и опыта старшего поколения, представленных учебными программами в форме совокупности знаний и умений ими пользоваться. Учебная деятельность может быть осуществлена только путём соответствующего выполнения деятельности учителя и деятельности ученика.
По уровню достижения цели учебная деятельность делится на два звена: учение и обучение.
Завершенность учебной деятельности определяется данными дидактической диагностирующей деятельности.
В психологии учебная деятельность не отождествляется учением. Дети могут учиться в самых видах деятельности - игровой, трудовой, общественной и др. Учебная деятельность:
- имеет своё особое содержание и строение
- в младшем школьном возрасте является ведущей деятельностью, которая детерминирует возникновение основных психологических новообразований данного возраста, определяет общее психическое развитие младших школьников, формирование их личности в целом.

## Особенности специализации
Учебная деятельность является своеобразным инструментом передачи накопленных научных знаний последующим поколениям. Человек не вечен, ему отведено определённое время жизни. Накапливаемый информационный опыт хранится у человека в памяти, естественно, после его смерти также знания теряются вместе с ними. Новые поколения не имеют достаточного опыта и знаний. Это является главной причиной естественной потребности передачи существующих в обществе знаний последующим поколениям. Этими образовательными процессами управляет человек, который занимается учебной деятельностью. Преподавателей условно можно поделить: по тематике научных знаний, способу обучения, квалификационному уровню, стилю изложения информации и так далее. Учебная деятельность даёт возможность получать специалистов, имеющие базовые теоретические знания в своей специализации. Охват учебной деятельности зависит от развития самой науки. То есть, наука в процессе накопления знаний постоянно расширяется и разветвляется. Каждое научное открытие порождает новые вопросы и пути изучения. Новое ответвление спустя время (если изучение развивается) снова подвергается разделению. В итоге, с расширением науки, учебная деятельность то же нуждается в своём развитии. Получаемый информационный опыт должен подтверждаться, оптимизироваться, обобщаться, обретать правильную форму последующего его изложения, после чего преподноситься человеку для усваивания. Но и тут имеются свои проблемы. Со стремительным увеличением научной информации возникает нехватка времени и ресурсов на её естественную переработку. А это также влияет на актуальность её подачи.

## Психологические исследования учебной деятельности
С точки зрения психологии деятельности, учебная деятельность формирует основы и конкретных механизмы саморазвития, выступая и как способ формирования системы научных и знаний, и как метод активного конструирования обобщенных способов действий, развития творческого мышления.
С позиций бихевиоризма учебная деятельность - это сложная форма поведения. Если действия одного человека (педагога) повлияли на то, что делает или может сделать другой человек (учащихся), то имело место обучение. На основе поведенческого подхода к учебной деятельности разрабатывается исследовательский подход в преподавании, в основе которого находится постоянный поиск новых способов обучения, адекватных конкретному контингенту учащихся.

### Структура учебной деятельности
Главными компонентами учебной деятельности являются:
- Учебное действие
- Учебная задача (обеспечивает усвоение обобщенного способа решения конкретного класса задач)
- Действия контроля и оценки

Учебные действия, необходимые для решения учебной задачи, включают в себя :
- преобразование ситуации для обнаружения всеобщего отношения рассматриваемой системы;
- моделирование выделенного отношения в графической и знаковой форме;
- преобразование модели отношения для изучения её свойств в чистом виде;
- выведение и построение серии частных конкретно-практических задач, решаемых общим способом;
- контроль за выполнением предыдущих действий;
- оценку усвоения общего способа решения данной учебной задачи.

### Субъект учебной деятельности
Критериями того, что ученик (или класс в целом) выступают именно как субъекты учебной деятельности, а не какой-либо иной (например, общения с педагогом), являются:  
1. умение (или способность) отделять известное от неизвестного, определять наличие или отсутствие средств и способов действия в новой ситуации (действие оценки);
2. поиск способа решения новой задачи.

В младшем школьном возрасте субъектом учебной деятельности является класс как учебная общность, которая под руководством учителя способна ставить учебные задачи и искать способы их решения (совместно-распределенная форма учебной деятельности).
К моменту перехода в среднюю школу происходит индивидуализация учебной деятельности и становление её важнейшего новообразования — умения учиться самостоятельно.